# Alessandro Blonksteiner
Alessandro Blonksteiner (Dolo, 23 gennaio 1930 – Roma, 16 gennaio 1985) è stato un direttore d'orchestra e compositore italiano.

## Biografia
Prima di intraprendere la carriera cinematografica, Blonksteiner realizza gli arrangiamenti per vari artisti e collabora negli anni 60/70 in RCA con molti artisti, poi anche  come direttore d'orchestra e arrangiatore  di alcune canzoni e di cantanti e autori quali Nico Fidenco Edoardo Vianello  Sandra Mondaini. Domenico Modugno Rino Gaetano Renato Zero 
collaborato alle musiche in qualita' di Arrangiatore per  film Il Padrino (Nino Rota) e altri film dello stesso autore ricordato anche per i film con  la regia di Fellini, ha collaborato agli arrangiamenti di film e soggetti musicali per Franco Micalizzi Manuel De Sica Franco Mannino Carlo Rustichelli Fabio Frizzi Guido e Maurizio De Angelis e altri 
In seguito, rimane attivo come direttore d'orchestra per colonne sonore. Collabora principalmente con l'etichetta RCA,BIXIO , Cinevox e CAm e altre ,.Sue sono le esecuzioni di molti film di Umberto Lenzi. 
Negli ultimi anni ha collaborato in RAI  per molti trasmissioni come arrangiatore e/o maestro sostituto con Nello Ciangherotti  Berto Pisano, Tony De Vita, Gianni Ferio Bruno Canfora e diretto diverse commedie musicali tra le più famose Angeli in Bandiera (MILVA BRAMIERi)  Promesse Promesse (DORELLI SPAK)  Applause (Rossella FALK-Gianni Bonagura -ivana Monti) e altre 
Ha composto anche partiture musicali originali.per diversi film  Si ricorda, in particolare, il commento di film Virus e Apocalypse domani, cult movie   diretto da Antonio Margheriti. 

## Discografia

### Direttore d'orchestra
- Er più: storia d'amore e di coltello
- Don Camillo e i giovani d'oggi
- Vogliamo i colonnelli
- Zanna Bianca
- L'ultima neve di primavera
- Il figlio della sepolta viva
- Il viaggio
- Delitto d'amore
- Il piatto piange
- L'albero dalle foglie rosa
- Il giustiziere sfida la città
- La polizia interviene: ordine di uccidere!
- Napoli violenta
- Italia a mano armata
- Genova a mano armata
- Il cinico, l'infame, il violento
- La banda del gobbo
- Porci con le ali
- Quella villa accanto al cimitero

### Compositore
- Afrika erotika
- L'ostaggio
- Virus
- Apocalypse domani